# Francesco Cestagalli
Francesco Cestagalli (fl. XX secolo) è stato un hockeista su pista e allenatore di hockey su pista italiano.

## Biografia

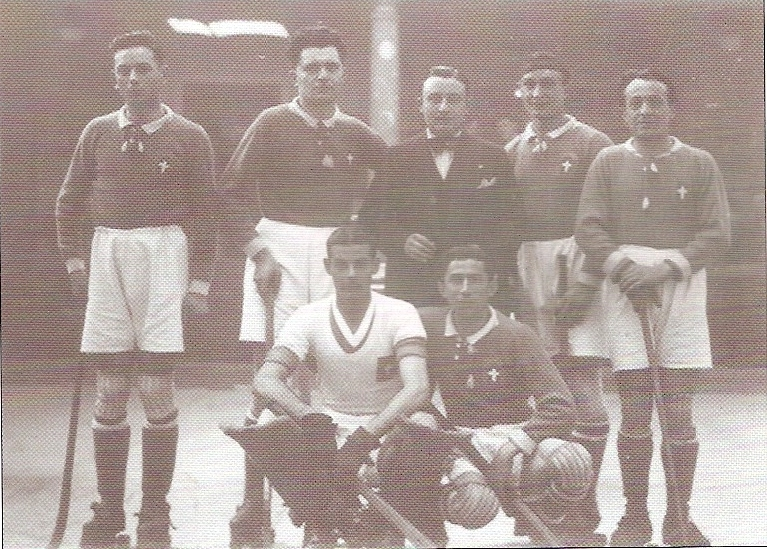
Formazione dell'Hockey Novara anni trenta, vincitore di sei scudetti. In piedi (da sinistra) Zavattaro, Drisaldi, il dirigente Monfrone, Ciocala, Gallina; accosciati (da sinistra) Grassi e Cestagalli

Non è documentato né quando né dove nacque e morì Francesco Cestagalli. Giocò nell'Hockey Novara dal 1924 al 1936. Nel 1936 assunse la guida della nazionale italiana al campionato mondiale di Stoccarda e fu allenatore del Novara nel 1937. Soprannominato "Gip" fu uno dei 15 fondatori nonché primo capitano dell'Hockey Novara. Partecipò a tutti i primi successi pionieristici del club formando assieme ad Angelo Grassi, Carlo Ciocala, Alceo Concia, Luigi Gallina, Piero Drisaldi e Fiorenzo Zavattaro il primo squadrone che vinse sei scudetti negli anni trenta.

Vestì la maglia della Nazionale italiana ai Campionati europei nel 1927 e a Herne Bay in Inghilterra nel 1928 assieme ai suoi compagni di squadra Zavattaro e Grassi; nel 1929 agli Europei di Montreux (vincendo la medagla d'argento) e infine, come già detto sopra, nel 1936 ai Mondiali di Stoccarda (un'altra medaglia d'argento).

Dopo il campionato italiano del 1936 si dedicò all'allenamento di giovani hockeisti.
Oltre all'hockey su pista, il suo nome è legato anche all'hockey su prato novarese.

## Palmarès
- Campionato italiano: 6

Novara: 1930, 1931, 1932, 1933, 1934, 1936